# Amusement Machine Show

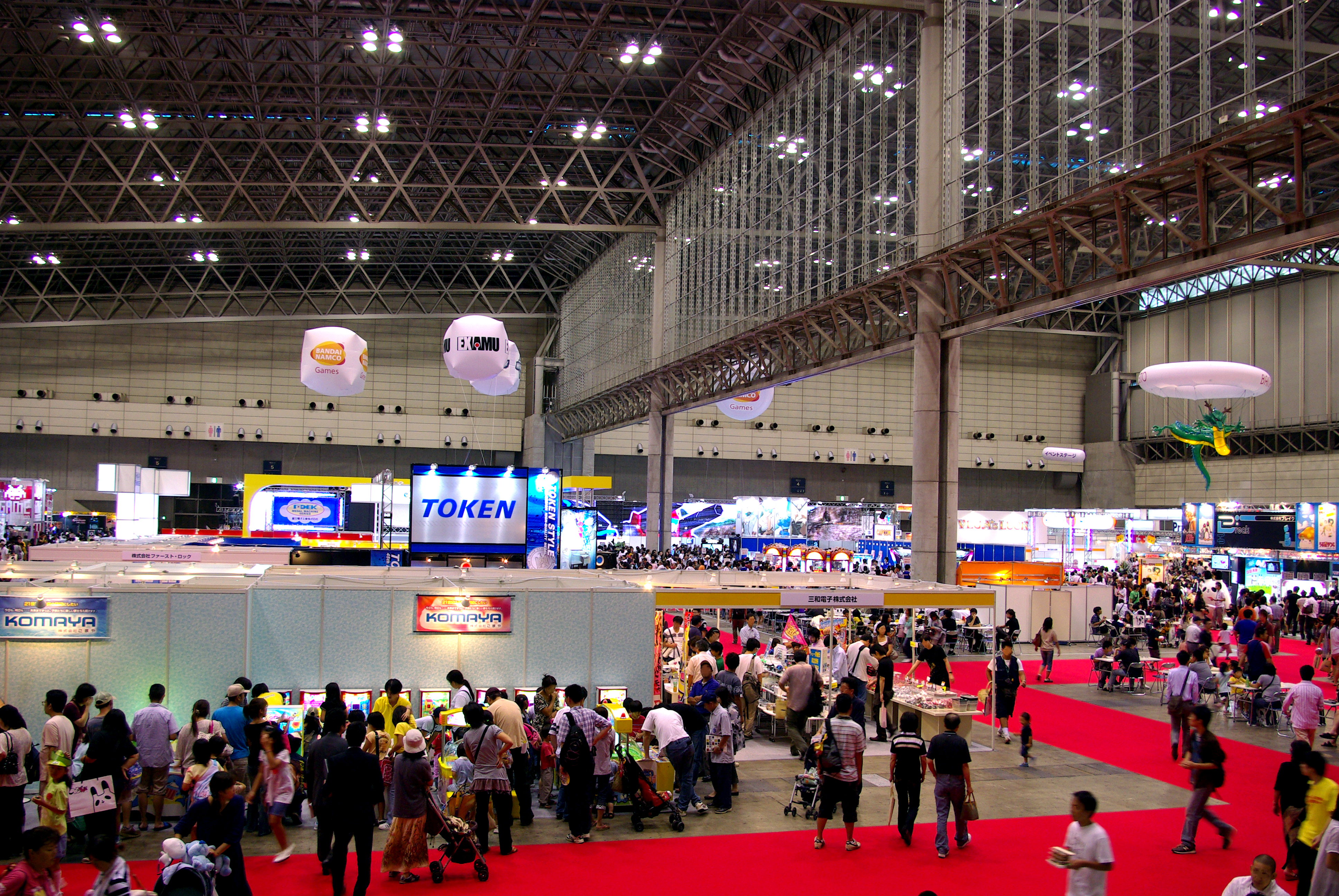
Blick in den Veranstaltungsort der 48. Amusement Machine Show, 2008

Die Automatenmesse Amusement Machine Show (AM Show) ist die weltweit größte Messe für Spieleautomaten und Spiele für Automaten.
Die AM Show findet seit 1962 in Japan statt. Der Veranstalter ist die Japan Amusement Machinery Manufactors Association. Automatenhersteller und Automaten Spieleentwickler, wie Sega, Tecmo, Konami und Namco, präsentieren aktuelle Produkte und kommende Highlights.